# Ilha da Boa Viagem
Ilha da Boa Viagem är en ö i Brasilien.   Den ligger i delstaten Rio de Janeiro, i den sydöstra delen av landet, 900 km sydost om huvudstaden Brasília.
Runt Ilha da Boa Viagem är det i huvudsak tätbebyggt. Runt Ilha da Boa Viagem är det mycket tätbefolkat, med 2 345 invånare per kvadratkilometer.